# Bernard Astraud
Bernard Astraud (* 1922; † 1985) war ein französischer Pilot und Unternehmer.

## Leben und Karriere
Astraud studierte Elektrotechnik und war während des Zweiten Weltkrieges Pilot. 1946 lernt er, als Elektroingenieur bei der Firma Pont du Sud in Toulon beschäftigt, Jean de Heaulme aus Madagaskar kennen (nicht zu verwechseln mit seinem Cousin General Jean de Heaulme aus La Réunion, der 1954 als junger Offizier einer Fallschirmjägerspezialeinheit in Indochina kämpfen und später den Engel von  Dien Bien Phu Geneviève de Galard Terraube heiraten wird). Er absolvierte bei Pont du Sud vor seinem Militärdienst ein Praktikum. Astraud brachte ihm in Cuers in Südfrankreich das Fliegen bei. Als die de Heaulmes, die in Südmadagaskar große Sisalplantagen besaßen, 1953 in Fort Dauphin eine Sisalspinnfabrik errichteten, überredete Jean de Heaulme seinen Freund, den Posten des Elektroingenieurs zu übernehmen. Er hingegen gründete in Behara, Madagaskar, eine Flugschule. Im Oktober 1953 überführte er gemeinsam mit Jean de Heaulme und dem mit seiner Schwester Huguette verlobten Jacques Lalut (* 1923), dem „kleinen Prinzen von Madagaskar“ und Gründer der Air Madagaskar und Henry de Heaulmes (* 1899; † 1986) auf einem Flug der Geschichte macht, vierundzwanzig einmotorige de Havilland Canada DHC-1 Chipmunk Zweisitzer von Bulawayo in Rhodesien über Lumbo und Juan de Nova in der Straße von Mosambik nach Fort Dauphin (heute Taolanaro). Astraud baute zentrale Elektrizitätswerke für Fort Dauphin, Farafangana und Ambalavao. 1957 errichtete er in Fort Dauphin die Sisalwebefabrik SIFOR und die Diffusion Industrielle de Madagascar Usine de batteries au plomb (DIFMAD) zum Bau von Maschinen und Sisalfabriken und gründete auch einen Luftrettungsdienst. In Amboasary stellte er wiederholt seine fliegerischen Fähigkeiten unter Beweis, indem er vor staunendem Publikum unter der nur 16 Meter hohen neuen Brücke der RN 13 über den Mandrare hindurchflog.
1963 gründete Bernard Astraud in Dschibuti mit Maschinen, die er vom Fort Dauphin Aeroclub gekauft hatte, die Air Djibouti. Die Fluggesellschaft nahm im April 1964 mit einer Bristol 170 Wayfarer, einer als Doppeldecker ausgelegten zweimotorigen De Havilland DH.89 Dragon Rapide (DH. 89A) und zwei zweimotorigen Tiefdeckern Beechcraft Model 18 den Betrieb auf. Zunächst wurden Dikhil, Obock und Tadjoura bedient. Mit einer neu beschafften Douglas DC-3 kamen dann Dire Dawa, Aden, Addis Ababa und Taizz im Jemen dazu. Die Gesellschaft entwickelte sich so erfolgreich, dass der Middle East Airlines drei weitere DC-3 abgekauft werden konnten. Durch zusätzliche Einnahmen aus Postflügen, Charter- und Pilgerflügen nach Mekka war es 1969 möglich, weitere fünf Aérospatiale SA-319 Alouette-III-Helikopter zu beschaffen. Im Rahmen einer notwendigen Umstrukturierung verkaufte Astraud Air Djibouti 1970 an Frankreich, blieb aber bis 1981 Anteilseigner, auch nachdem Frankreich die Gesellschaft 1977 nach der Unabhängigkeit an die Regierung von Dschibuti weiterverkauft hatte. Er ging zurück nach Frankreich und gründete die erste Leasing-Firma, die Helikopter an die Industrie verlieh. Bei einem Demonstrationsflug wollte er zeigen, wie man mit Hilfe eines Hubschraubers einen Mechaniker schnell zu einem während der Ernte ausgefallenen Mähdrescher bringen kann. Er übersah eine Starkstromleitung und stürzte ab, dabei kam er ums Leben.